# Mussy-sur-Seine

Mussy-sur-Seine este o comună în departamentul Aube din nord-estul Franței. În 1 ianuarie 2022 avea o populație de 944 de locuitori.